# Giuseppe Moruzzi

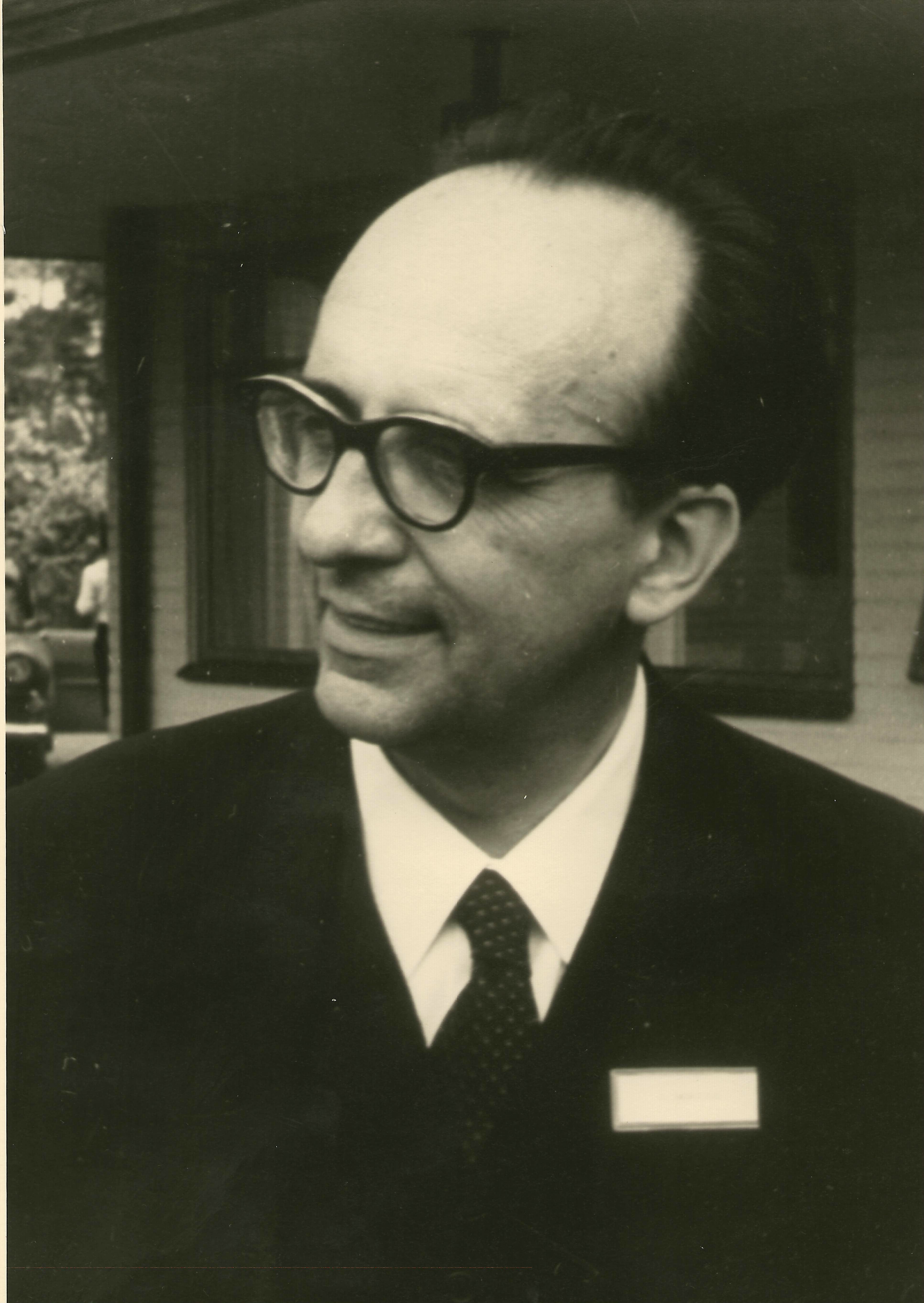

Giuseppe Moruzzi, född 30 juli 1910 i Campagnola, Italien, död 11 mars 1986, var en italiensk fysiolog. 
Moruzzi erhöll läkarexamen efter studier vid universitetet i Parma. Han bedrev därefter forskning på cerebrala cortex (hjärnbarken). Han var professor i fysiologi vid universiteten i Siena, Parma, Ferrara och Pisa. Han invaldes 1973 som utländsk ledamot av svenska Vetenskapsakademien.